# 圣韦南佐
圣韦南佐（義大利語：San Venanzo），是意大利特尔尼省的一个市镇。总面积168.86平方公里，人口2371人，人口密度14.0人/平方公里（2009年）。ISTAT代码为055030。